# Correpi
O correpi é um instrumento musical, mais precisamente um membranofone friccionado, típico de Cabo Verde.
É constituído por uma cabaça coberta por uma pele esticada. No centro da pele existe um furo de onde sai uma corda de sisal em cuja extremidade se encontra um pequeno pau amarrado. O som é obtido segurando no pauzinho e imprimindo largos movimentos rotativos. A corda, ao friccionar a pele esticada produz o som característico.
Apesar de em Portugal existir um instrumento similar chamado muge-muge, o correpi é provavelmente de origem africana. O instrumento já caiu em desuso e antigamente era usado nas festas de romaria da Páscoa e da Pascoela, especialmente na ilha de Santo Antão.